# Pelastoneurus parvus
Pelastoneurus parvus är en tvåvingeart som beskrevs av Aldrich 1904. Pelastoneurus parvus ingår i släktet Pelastoneurus och familjen styltflugor. Inga underarter finns listade i Catalogue of Life.